# Lignères
Lignères (li.ɲɛʁⓘ) es una población y comuna francesa, situada en la Región de Normandía, departamento de Orne, en el distrito de Mortagne-au-Perche y cantón de Rai.

## Demografía
| Gráfica de evolución demográfica de Lignères entre 2004 y 2019 |
|                                                                |

Fuentes: INSEE.